# 헝가리 여자 축구 국가대표팀

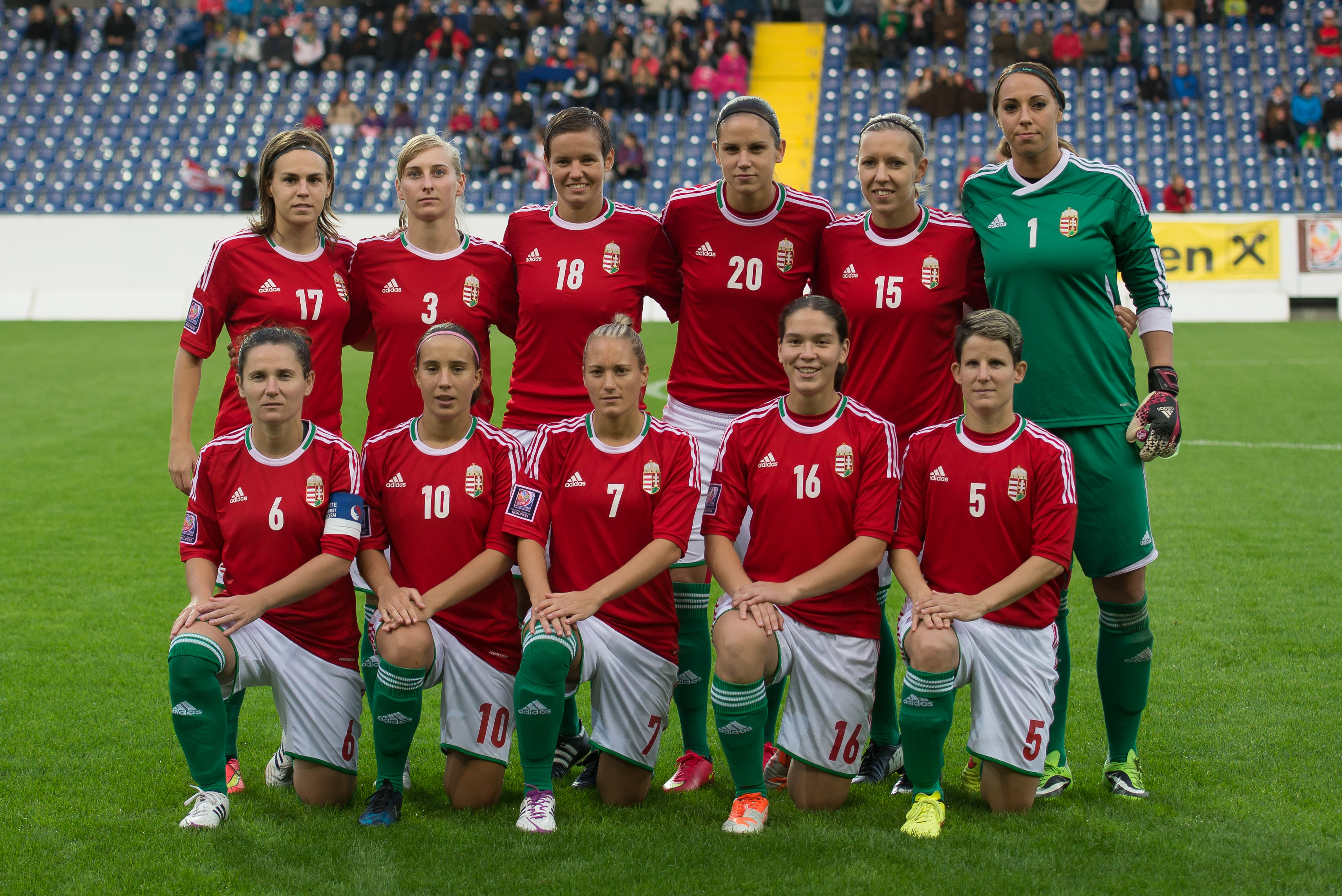

헝가리 여자 축구 국가대표팀은 헝가리를 대표하는 여자 축구 대표팀이다. 1985년 4월 9일 독일과의 국제 경기 데뷔전에서 1-0으로 승리했다. FIFA 여자 월드컵과 하계 올림픽 축구 본선에는 단 한번도 출전하지 못했고 UEFA 유럽 여자 축구 선수권 대회 본선에는 1991년 대회에 출전하여 예선 8강에 머물렀다. 알가르브컵에는 2번 출전했지만 2번 모두 하위권 성적에 그쳤고 키프로스컵엔 3번 출전하여 2016년 대회에서 5위의 성적을 기록했다.

## 성적

### FIFA 여자 월드컵
- 1991년 ~ 2019년: 예선 탈락

### 올림픽 축구
- 1996년 ~ 2012년 - 예선 탈락

### UEFA 유럽 여자 축구 선수권 대회
- 1984년: 불참
- 1987년: 예선 탈락
- 1989년: 예선 탈락
- 1991년: 8강
- 1993년: 예선 탈락
- 1995년: 예선 탈락
- 1997년: 예선 탈락
- 2001년: 예선 탈락
- 2005년: 예선 탈락
- 2009년: 예선 탈락
- 2013년: 예선 탈락

## 같이 보기
- 헝가리 축구 국가대표팀